# (24103) Dethury
(24103) Dethury (1999 VS9) – planetoida z grupy pasa głównego asteroid okrążająca Słońce w ciągu 4,31 lat w średniej odległości 2,65 j.a. Odkryta 9 listopada 1999 roku.